# David Ogden Stiers
David Allen Ogden Stiers (Peoria (Illinois), 31 oktober 1942 – Newport (Oregon), 3 maart 2018) was een Amerikaans acteur.

## Loopbaan
Stiers werd vooral bekend als majoor Charles Emerson Winchester III in de televisieserie M*A*S*H (131 afleveringen, 1977-1983). Ook met zijn rol als D.A. Michael Reston, die hij tussen 1986 en 1988 speelde in vele Perry Mason-films, vergaarde hij enige bekendheid.
Hij speelde vaak kleine rollen in films van Woody Allen en kreeg daarvoor een relatief hoge notering in de aftiteling.
Tussen 2002 en 2007 was hij te zien als Rev. Gene Purdy in de televisieserie The Dead Zone. Verder speelde hij vele gastrollen in populaire tv-series als Murder, She Wrote, Matlock, Alf, Kojak en Charlie's Angels.
Op 3 maart 2018 overleed Stiers op 75-jarige leeftijd thuis in zijn woonplaats Newport (Oregon) aan de gevolgen van blaaskanker.

## Filmografie
- Kingdom Hearts: Birth by Sleep (computerspel, 2010) - Dr. Jumba Jookiba (stem, Engelse versie)
- Hoodwinked Too! Hood VS. Evil (2010) - Nicky Flippers (stem)
- Not Dead Yet (2008) - William Weinshawler
- Together Again for the First Time (dvd, 2008) - Max Frobisher
- Stargate: Atlantis (televisieserie) - Oberoth (afl. Progeny, 2006, First Strike, 2007, Lifeline, 2007)
- The Dead Zone (televisieserie) - Eerwaarde Gene Purdy (39 afl., 2002-2007)
- The American Experience (televisieserie) - Verteller (19 afl., 1995-2007, stem)
- Leroy & Stitch (televisiefilm, 2006) - Dr. Jumba (stem)
- Lilo & Stitch: The Series (televisieserie) - Dr. Jumba Jookiba (afl. Fibber: Experiment 302, 2003, stem, Sprout: Experiment 509, 2003, stem, Spats: Experiment #397, 2005, stem|Rufus: Experiment #607, 2005, stem, Lax: Experiment #285, 2006, stem)
- Worst Week of My Life (televisieserie) - Jenson (afl. Pilot, 2006)
- Kingdom Hearts II (computerspel, 2005) - Cogsworth (stem)
- Myst V: End of Ages (computerspel, 2005) - Esher (stem)
- Lilo & Stitch 2: Stitch Has a Glitch (dvd, 2005) - Dr. Jumba Jookiba (stem)
- Nova (televisieserie) - Verteller (afl. A Daring Flight, 2005)
- American Dragon: Jake Long (televisieserie) - Crew Man/Verteller (afl. The Talented Mr. Long, 2005, stem)
- Hoodwinked! (2005) - Nicky Flippers (stem)
- The Cat That Looked at a King (dvd, 2004) - The King/The Prime Minister (stem)
- Winnie the Pooh: Springtime with Roo (dvd, 2004) - Verteller (stem)
- Teacher's Pet (2004) - Mr. Jolly (stem)
- Cable Beach (televisiefilm, 2004) - Doc McWhirter
- Batman: Mystery of the Batwoman (video, 2003) - Oswald Chesterfield Cobblepot/The Penguin (stem)
- Stitch! The Movie (dvd, 2003) - Dr. Jumba Jookiba (stem)
- Frasier (televisieserie) - Leland Barton (afl. Fathers and Sons, 2003)
- Touched by an Angel (televisieserie) - Jones (afl. I Will Walk with You: Part 1 & 2, 2003)
- Uru: Ages Beyond Myst (computerspel, 2003) - Jeff Zandi (stem)
- The Dead Zone (dvd, 2002) - Eugene 'Gene' Purdy
- House of Mouse (televisieserie) - Cogsworth (afl. The Stolen Cartoons, 2001, stem, Clarabelle's Big Secret, 2001, stem, The Mouse Who Came to Dinner, 2001, stem, Max's Embarrassing Date, 2002, stem, House of Scrooge, 2002, stem)
- Arli$$ (televisieserie) - Eli (afl. It's All in the Game, 2002)
- Stitch Experiment 626 (computerspel, 2002) - Dr. Jumba Jookiba (stem)
- Lilo & Stitch (2002) - Dr. Jumba Jookiba (stem)
- Justice League (televisieserie) - Solivar (afl. The Brave and the Bold: Part 1 & 2, 2002, stem)
- The Majestic (2001) - Doc Stanton
- Mickey's Magical Christmas: Snowed in at the House of Mouse (dvd, 2001) - Cogsworth (stem)
- The Curse of the Jade Scorpion (2001) - Voltan
- Miyazaki's Spirited Away (computerspel, 2001) - Kamaji (stem: Engelse versie)
- Atlantis: The Lost Empire (computerspel, 2001) - Fenton Q. Harcourt (stem)
- Murder, She Wrote: The Last Free Man (televisiefilm, 2001) - Stanford Thornton
- Tomcats (2001) - Dr. Crawford
- Food for Thought (televisiefilm, 2001) - Professor Rinkle
- The Trouble with Normal (televisieserie) - Mr. Harrington (afl. Say Cheese, 2000)
- Bull (televisieserie) - Gardner Blackstone (afl. White Knight, 2000, stem, How Green Is Your Mail?, 2000, stem, Who's Afraid of Chairman Al, 2000, stem, Monday, Bloody Monday, 2000, stem)
- The Wild Thornberrys (televisieserie) - Karroo (afl. Luck Be an Aye-Aye, 2000, stem)
- Icewind Dale (computerspel, 2000) - Verteller/Belhifet (stem)
- Love & Money (televisieserie) - Nicholas Conklin (afl. Pilot, 1999, The Music Box, 1999, Make Room for Daddy, 1999, Howard's End, 2000)
- My Neighbours the Yamadas (1999) - Verteller (stem: Engelse versie)
- The Outer Limits (televisieserie) - Eerwaarde dr. Thomas Tilford (afl. The Shroud, 1999)
- The Practice (televisieserie) - Rechter Hollings (afl. Infected, 1999)
- The Stand-In (1999) - Rol onbekend
- Ally McBeal (televisieserie) - Rechter Andrew Peters (afl. They Eat Horses, Don't They?, 1998)
- Pocahontas II: Journey to a New World (video, 1998) - Ratcliffe (stem)
- Two Guys, a Girl and a Pizza Place (televisieserie) - Mr. Bauer (afl. Pilot, 1998, Two Guys, a Girl and a Softball Team, 1998, Two Guys, a Girl and a Recovery, 1998, Two Guys, a Girl and a Party, 1998)
- Krippendorf's Tribe (1998) - Henry Spivey
- Belle's Magical World (video, 1998) - Cogsworth (stem)
- 101 Dalmatians (televisieserie) - VLAD (afl. Out to Launch/Prophet and Loss, 1998, stem)
- Beauty and the Beast: The Enchanted Christmas (video, 1997) - Cogsworth (stem)
- Jungle 2 Jungle (1997) - Alexei Jovanovic
- Dr. Quinn, Medicine Woman (televisieserie) - Theodore Quinn (afl. Farewell Appearance, 1997)
- Meet Wally Sparks (1997) - Gov. Floyd Preston
- Justice League of America (televisiefilm, 1997) - J'onn J'onzz/Martian Manhunter
- Pocahontas (computerspel, 1997) - Radcliff (stem)
- Everyone Says I Love You (1996) - Arnold Spence
- To Face Her Past (televisiefilm, 1996) - Ken Bradfield
- The Hunchback of Notre Dame (1996) - Archdeacon (stem)
- Murder, She Wrote (televisieserie) - Howard Deans (afl. Death by Demographics, 1996)
- Poltergeist: The Legacy (televisieserie) - Randolph Hitchcock (afl. The Twelfth Cave, 1996)
- Cybill (televisieserie) - Val (afl. Educating Zoey, 1996)
- Toonstruck (computerspel, 1996) - Koning Hugh (stem)
- Mighty Aphrodite (1995) - Laius
- Steal Big Steal Little (1995) - Rechter Winton Myers
- Pocahontas (1995) - Gouverneur Ratcliffe/Wiggins (stem)
- Napoleon (1995) - Uil/Koala (stem; scènes verwijderd, voice-over)
- Bad Company (1995) - Judge Justin Beach
- The Boys Are Back (televisieserie) - George Spivack (afl. A Tree Dies in Portland, 1994)
- Past Tense (televisiefilm, 1994) - Dr. Bert James
- Murder, She Wrote (televisieserie) - Sergei Nemiroff (afl. An Egg to Die For, 1994)
- Iron Will (1994) - J.W. Harper
- Without a Kiss Goodbye (televisiefilm, 1993) - Gerald Orr
- Taking Liberty (1993) - Benjamin Franklin
- Mastergate (televisiefilm, 1992) - Shepherd Hunter
- Porco Rosso (1992) - Opa Piccolo
- The Last of His Tribe (televisiefilm, 1992) - Dr. Saxton Pope
- Shadows and Fog (1992) - Hacker
- Beauty and the Beast (1991) - Cogsworth/Verteller (stem)
- Wife, Mother, Murderer (televisiefilm, 1991) - John Homan
- Doc Hollywood (1991) - Burgemeester Nick Nicholson
- Star Trek: The Next Generation (televisieserie) - Timicin (afl. Half a Life, 1991)
- Married People (televisieserie) - Dr. Cashin (afl. The Term Paper, 1990)
- Wings (televisieserie) - Edward Tinsdale (afl. A Little Nightmare Music, 1990)
- How to Murder a Millionaire (televisiefilm, 1990) - Gilbert
- The Kissing Place (televisiefilm, 1990) - Charles Tulane
- CBS Schoolbreak Special (televisieserie) - Jack Henderson (afl. American Eyes, 1990)
- Final Notice (televisiefilm, 1989) - Rol onbekend
- The Final Days (televisiefilm, 1989) - Alexander Haig
- The Ray Bradbury Theater (televisieserie) - Leonard Mead (afl. The Pedestrian, 1989)
- Day One (televisiefilm, 1989) - President Franklin D. Roosevelt
- The Accidental Tourist (1988) - Porter Leary
- Matlock (televisieserie) - Thomas Baldwin (afl. The Ambassador: Part 1 & 2, 1988)
- ALF (televisieserie) - Flakey Pete (afl. Turkey in the Straw: Part 1 & 2, 1988)
- Another Woman (1988) - Young Marion's Father
- Perry Mason: The Case of the Lady in the Lake (televisiefilm, 1988) - D.A. Michael Reston
- Perry Mason: The Case of the Avenging Ace (televisiefilm, 1988) - D.A. Michael Reston
- Perry Mason: The Case of the Scandalous Scoundrel (televisiefilm, 1987) - D.A. Michael Reston
- Matlock (televisieserie) - Arthur Hampton (afl. Blind Justice, 1987)
- Perry Mason: The Case of the Murdered Madam (televisiefilm, 1987) - D.A. Michael Reston
- Perry Mason: The Case of the Sinister Spirit (televisiefilm, 1987) - D.A. Michael Reston
- Perry Mason: The Case of the Lost Love (televisiefilm, 1987) - D.A. Michael Reston
- The Alamo: Thirteen Days to Glory (televisiefilm, 1987) - Kol. Black
- J. Edgar Hoover (televisiefilm, 1987) - Franklin D. Roosevelt
- Murder, She Wrote (televisieserie) - Aubrey Thornton (afl. Corned Beef & Carnage, 1986)
- Perry Mason: The Case of the Shooting Star (televisiefilm, 1986) - D.A. Michael Reston
- Perry Mason: The Case of the Notorious Nun (televisiefilm, 1986) - D.A. Michael Reston
- North and South, Book II (Mini-serie, 1986) - Congreslid Sam Greene
- Mrs. Delafield Wants to Marry (televisiefilm, 1986) - Horton Delafield
- North and South (Mini-serie, 1985) - Congreslid Sam Greene
- Creator (1985) - Sid
- Better Off Dead... (1985) - Al Meyer
- The Man with One Red Shoe (televisiefilm, 1985) - The Conductor
- The Bad Seed (televisiefilm, 1985) - Emory Breedlove
- The First Olympics: Athens 1896 (televisiefilm, 1984) - Dr. William Milligan Sloane
- Anatomy of an Illness (televisiefilm, 1984) - Cleveland Amory
- The Innocents Abroad (televisiefilm, 1983) - Doc
- M*A*S*H (televisieserie) - Maj. Charles Emerson Winchester III (130 afl., 1977-1983)
- The Day the Bubble Burst (televisiefilm, 1982) - William Crapo Durant
- CBS Afternoon Playhouse (televisieserie) - Peter Stenner (afl. Me and Mr. Stenner, 1982)
- Harry's War (1981) - Ernie
- Father Damien: The Leper Priest (televisiefilm, 1980) - Dr. Mouritz
- The Oldest Living Graduate (televisiefilm, 1980) - Majoor
- Breaking Up Is Hard to Do (televisiefilm, 1979) - Howard Freed
- Magic (1978) - Todson
- Sergeant Matlovich vs. the U.S. Air Force (Televisiefilm, 1978) - G-2-kapitein
- The Cheap Detective (1978) - Kaptain
- A Love Affair: The Eleanor and Lou Gehrig Story (televisiefilm, 1978) - Dr. Charles  Mayo
- Oh, God! (1977) - Mr. McCarthy, District Produce Manager
- A Circle of Children (televisiefilm, 1977) - Dan Franklin
- The Tony Randall Show (televisieserie) - Cleaver (afl. Case: The People Speak, 1977)
- Rhoda (televisieserie) - Dr. Curt Dreiser (afl. Nose Job, 1977)
- Mary Tyler Moore (televisieserie) - Mel Price (afl. Look at Us, We're Walking, 1976, The Critic, 1977, The Ted and Georgette Show, 1977)
- Rhoda (televisieserie) - George (afl. If You Want to Shoot the Rapids, You Have to Get Wet, 1976)
- Doc (televisieserie) - Stanley Moss (afl. onbekend, 1976)
- Charlie's Angels (televisieserie) - Scott Woodville (afl. Charlie's Angels, 1976)
- Kojak (televisieserie) - Mr. Roberts/Bryan LeBlanc (afl. Money Back Guarantee, 1975)
- Drive, He Said (1971) - Pro-eigenaar
- THX 1138 (1971) - Aankondiger nr. 8 (stem)

- Biblioteca Nacional de España: XX4970698
- Bibliothèque nationale de France: cb14005201t (data)
- Gemeinsame Normdatei: 1023894041
- International Standard Name Identifier: 0000 0000 6309 9467
- Library of Congress Control Number: no98084726
- MusicBrainz: 76dcd676-73e0-412e-b6f4-b327252be364
- Nationale Bibliotheek van Israël: 987007431256605171
- Nationale Bibliotheek van Polen: a0000001606083
- Nederlandse Thesaurus van Auteursnamen: 073345202
- Système universitaire de documentation: 10205780X
- Virtual International Authority File: 42036892
- WorldCat: E39PBJrRkpWbp97v9bbDFgptrq